# Diecezja Wewak
Diecezja Wewak – diecezja rzymskokatolicka w Papui-Nowej Gwinei. 

## Historia
Powstała w 1913 jako prefektura apostolska Zachodniej Ziemi Cesarza Wilhelma. W 1922 przemianowana na prefekturę apostolską Centralnej Nowej Gwinei, w 1931 podniesiona do rangi wikariatu apostolskiego. W 1952 otrzymała nazwę wikariat apostolski Wewak. Podniesiona do rangi diecezji w 1966.
W marcu 1943 roku, w czasie wojny na Pacyfiku, Japończycy wywieźli z Wewak czterdziestu dwóch pełniących tam posługę duchownych, zakonnice i ich pomocników, w tym wikariusza apostolskiego bp. Josefa Lörksa. Zostali oni następnie zamordowani na pokładzie niszczyciela „Akikaze”.

## Biskupi diecezjalni
- Canisius Theodorus Gellings (1913–1918)
- Adalberto Ottone Rielander SS.CC. (1918–1922)
- Teodosio Heikenrath SS.CC. (1922–1923)
- Joseph Lörks SVD (1928–1945)
- Leo Clement Andrew Arkfeld SVD (1948–1975)
- Raymond Kalisz SVD (1980–2002)
- Anthony Joseph Burgess (2002–2013)
- Józef Roszyński SVD (od 2015)